# Le Régulateur
Le Régulateur est une série de bande dessinée française de science-fiction, dessinée par Marc Moreno (tomes 1 et 2) et Éric Moreno (tomes 3 et 4) et scénarisée par Éric Corbeyran, publiée à partir de 2002 chez Delcourt (collection Neopolis).

## Synopsis
L'action se passe dans un univers steampunk après un grand cataclysme écologique, dans une cité rongée par la corruption et la violence, où le meurtre est légalisé et organisé. 

## Albums
1. Ambrosia (2002)[1]
2. Hestia (2004)
3. Ophidia (2006)
4. 666 I.A. (2009)
5. Cordélia. (2012)
6. Nyx (2014)